# Qamsar
Qamsar (en persan : قمسر) est une ville de la province d'Ispahan en Iran, située près de la ville de Kashan. Qamsar est le plus grand centre de production d'eau de rose au Moyen-Orient. La Kaaba de La Mecque est lavée tous les ans avec de l'eau de rose de Qamsar.